# Saint-Lary (Ariège)
Saint-Lary è un comune francese di 159 abitanti situato nel dipartimento dell'Ariège nella regione dell'Occitania.

## Società

### Evoluzione demografica
Abitanti censiti